# Poromitra gibbsi
Poromitra gibbsi är en fiskart som beskrevs av Nikolai V. Parin och Borodulina, 1989. Poromitra gibbsi ingår i släktet Poromitra och familjen Melamphaidae. Inga underarter finns listade i Catalogue of Life.